# Język malajski kutai
Język malajski kutai, także kutai   (bahasa Kutai) – język austronezyjski używany w prowincji Borneo Wschodnie w Indonezji, w rejonie rzeki Mahakam. Według danych z 1981 roku posługuje się nim 300 tys. osób.
Dzieli się na co najmniej dwa warianty: tenggarong i kota bangun. Odmiany te nie są dobrze wzajemnie zrozumiałe i wykazują zróżnicowanie wewnętrzne; Ethnologue (wyd. 22, 2019) wręcz rozpatruje je odrębnie. W obrębie tenggarong wyróżnia się dialekty: tenggarong (właściwy), ancalong, północny. W publikacjach indonezyjskich występuje podział kutai na trzy dialekty: tenggarong, kota bangun, muara ancalong.
Wariant tenggarong (używany w Tenggarong) służy jako regionalny język kontaktowy (lingua franca). Tenggarong stanowi bowiem ośrodek administracyjny regionu Kutai. Język kutai jest wykorzystywany w komunikacji między Bandżarami, Bugisami, Dajakami, Kutai i innymi społecznościami.
W kutai występują zapożyczenia z języka jawajskiego.
Należy do grupy języków malajskich, według klasyfikacji Ethnologue stanowi część tzw. makrojęzyka malajskiego. Bywa także klasyfikowany jako dialekt języka malajskiego. Wzmianki o języku lub dialekcie kutai, wraz z danymi leksykalnymi, pojawiały się w I poł. XX w. Kutai został bliżej opisany w postaci opracowań z 1979 r. i 1984 r. (Bahasa Kutai, Morfologi dan sintaksis bahasa Kutai)  . Dostępne słowniki to m.in. Kamus bahasa Kutai umum-Indonesia (2000) i Kamus bahasa Kutai-bahasa Indonesia (2013) .
Jest zasadniczo językiem mówionym, nie wykształcił piśmiennictwa. Istnieje tradycja przekazu ustnego (poezja). Historycznie w roli języka pisanego występował malajski (właściwy), zapisywany pismem jawi.